# Российский центр судебно-медицинской экспертизы
Федеральное государственное бюджетное учреждение «Российский центр судебно-медицинской экспертизы» Министерства здравоохранения Российской Федерации — научное учреждение, занимающееся разработкой современных методов судебно-медицинской экспертизы живых лиц, трупов, вещественных доказательств, судебно-химического анализа и организационных основ судебно-медицинской экспертизы, а также выполнения особо сложных судебно-медицинских экспертиз по заданиям правоохранительных органов Российской Федерации.

## Функции и структура
ФГБУ «РЦСМЭ» Минздрава России осуществляет следующие виды деятельности:
- научно-методическое обеспечение производства судебно-медицинских экспертиз в России;
- профессиональная подготовка и повышение квалификации судебно-медицинских экспертов;
- разработка нормативных документов, регламентирующих деятельность государственных судебно-медицинских экспертных учреждений;
- участие в квалификационной аттестации врачей — судебно-медицинских экспертов;
- организация, планирование и координация научных исследований в области судебной медицины, судебной химии и судебной генетики;
- подготовка новых медицинских технологий;
- консультативная помощь судебно-медицинским экспертным учреждениям, правоохранительным органам Российской Федерации, адвокатам;
- взаимодействие с учреждениями здравоохранения и другими ведомствами по подготовке и проведению мероприятий, направленных на улучшение медицинского обслуживания населения;
- проведение научно-практических конференций, съездов, симпозиумов, рабочих совещаний в интересах совершенствования судебных экспертных исследований;
- осуществление международных связей, проведение совместных научных и экспертных исследований;
- практическая экспертная деятельность.

ФГБУ «РЦСМЭ» Минздрава России имеет лицензию на осуществление медицинской деятельности
при проведении медицинских экспертиз по:
- судебно-медицинской экспертизе;
- судебно-медицинской экспертизе и обследованию живых лиц;
- судебно-медицинской экспертизе вещественных доказательств и исследованию биологических объектов (судебно-гистологическая; генетическая; медико-криминалистическая; спектрографическая; судебно-биологическая; судебно-цитологическая; биохимическая; судебно-химическая; химико-токсикологическая).

ФГБУ «РЦСМЭ» Минздрава России имеет следующую структуру:
- научные подразделения: научно-образовательный отдел, научно-организационный отдел, отдел медицинской криминалистики и идентификации личности (включает лаборатории судебно-медицинских остеологических исследований и судебно-медицинских баллистических исследований), отдел морфологических судебно-медицинских экспертиз (включает лабораторию морфологических исследований), отдел судебно-химических и химико-токсикологических экспертиз (включает лабораторию судебно-химических и химико-токсикологических исследований);
- экспертные подразделения: отдел сложных судебно-медицинских экспертиз (имеющий в составе отделения: комиссионных и комплексных экспертиз, судебно-медицинских экспертиз по делам о профессиональных правонарушениях медицинских работников, танатологическое, экспертизы живых лиц), отдел медицинской криминалистики и идентификации личности (с отделением медико-криминалистических экспертиз), отдел морфологических судебно-медицинских экспертиз (с отделением судебно-гистологических экспертиз), отдел судебно-химических и химико-токсикологических экспертиз (с отделением судебно-химических экспертиз), отдел молекулярно-генетических экспертиз (исследований), организационно-методический отдел.

В научных и экспертных подразделениях ФГБУ «РЦСМЭ» Минздрава России работают известные ученые — судебные медики, высококвалифицированные специалисты — врачи — судебно-медицинские эксперты и судебные эксперты, а также представители смежных дисциплин (генетики, биологи, химики, токсикологи, криминалисты и другие), владеющие всеми видами современных экспертных исследований.
ФГБУ «РЦСМЭ» Минздрава России является единственным федеральным государственным судебно-медицинским экспертным учреждением, находящимся в ведении Министерства здравоохранения Российской Федерации.

ФГБУ «РЦСМЭ» Минздрава России имеет лицензию на право ведения образовательной деятельности, свидетельство о государственной аккредитации, осуществляет подготовку ординаторов по специальности «Судебно-медицинская экспертиза», аспирантов по специальности «Судебная медицина».
При ФГБУ «РЦСМЭ» Минздрава России функционирует с 1966 года диссертационный совет по защите диссертаций на соискание учёной степени кандидата наук, на соискание учёной степени доктора наук по специальности 3.3.5. — «Судебная медицина» Медицинские науки.

## История
Свою историю ФГБУ «РЦСМЭ» Минздрава России ведёт с 7 марта 1931 года, когда приказом Народного комиссариата здравоохранения РСФСР № 137 создан Научно-исследовательский институт судебной медицины НКЗ РСФСР (НИИ Судебной медицины) на базе существовавших ранее Центральной судебно-медицинской лаборатории, созданной в 1924 году, и кафедр судебной медицины 1-го и 2-го Московских медицинских институтов.
Постановлением Совета народных комиссаров РСФСР от 28 февраля 1933 года НИИ Судебной медицины был присвоен титул Государственного научно-исследовательского института судебной медицины НКЗ РСФСР. В состав НИИ Судебной медицины входили лаборатории: по исследованию вещественных доказательств и изготовлению сывороток, учебно-клиническая, патолого-гистологическая. В обязанности НИИ Судебной медицины вменялась научно-исследовательская работа в области судебной медицины и судебной химии, производство сывороток, повышение квалификации судебно-медицинских кадров, проведение особо сложных и повторных экспертиз, научно-методическое руководство судебно-медицинскими учреждениями страны.
В ноябре 1940 г. НИИ Судебной медицины был передан в ведение Народного комиссариата здравоохранения СССР.
14 июля 1951 год, наряду с уже существовавшим НИИ Судебной медицины, который находился в ведении Минздрава СССР, приказом этого же министерства № 643 было создано Бюро главной судебно-медицинской экспертизы (БГСМЭ). Два однопрофильных учреждения (НИИ Судебной медицины и БГСМЭ) существовали самостоятельно и параллельно вплоть до 1995 года.
Указом Президиума Верховного Совета СССР от 3 июня 1981 года за заслуги в развитии здравоохранения, медицинской науки и подготовке кадров Научно-исследовательский институт судебной медицины Министерства здравоохранения СССР был награждён орденом Трудового Красного Знамени.
В 1995 году, в соответствии с приказом Министерства здравоохранения и медицинской промышленности Российской Федерации от 13 марта 1995 года № 51, НИИ Судебной медицины был объединен с Республиканским Бюро судебно-медицинской экспертизы и на базе этих учреждений был создан Республиканский центр судебно-медицинской экспертизы Министерства здравоохранения и медицинской промышленности Российской Федерации.
В 1999 г. по решению Правительственной комиссии Центру судебно-медицинской экспертизы было присвоено наименование «Российский» — государственное учреждение «Российский центр судебно-медицинской экспертизы» Министерства здравоохранения и медицинской промышленности Российской Федерации.
Постановлением Правительства Российской Федерации от 29 января 2004 года № 872 «О федеральных учреждениях здравоохранения и федеральных учреждениях оздоровительного профиля» Российский центр судебно-медицинской экспертизы отнесен к Перечню федеральных специализированных медицинских учреждений. В соответствии с Указом Президента Российской Федерации от 09 марта 2004 года № 314, постановлениями Правительства Российской Федерации от 06 апреля 2004 года № 165, от 30 июня 2004 года № 325, распоряжением Правительства Российской Федерации от 17 января 2005 года № 32-р, Российский центр судебно-медицинской экспертизы был передан в ведение Федерального агентства по здравоохранению и социальному развитию и переименован в федеральное государственное учреждение «Российский центр судебно-медицинской экспертизы» Федерального агентства по здравоохранению и социальному развитию.
В соответствии с распоряжением Правительства Российской Федерации от 10 сентября 2008 года № 1300-р Российский центр судебно-медицинской экспертизы отнесён к ведению Министерства здравоохранения и социального развития Российской Федерации.
Распоряжением Правительства Российской Федерации от 19 июля 2012 года № 1286-р Российский центр судебно-медицинской экспертизы отнесён к ведению Министерства здравоохранения Российской Федерации — ФГБУ «РЦСМЭ» Минздрава России.

## Руководители
- 1931—1939 — профессор Николай Владимирович Попов, директор НИИ Судебной медицины НКЗ РСФСР.
- 1939—1979 — профессор Виктор Ильич Прозоровский, директор НИИ Судебной медицины НКЗ РСФСР, позже НИИ Судебной медицины НКЗ СССР, НИИ Судебной медицины МЗ СССР.
- 1979—1995 — профессор Александр Петрович Громов, директор НИИ Судебной медицины МЗ СССР.
- 1995—2003 — профессор Виталий Васильевич Томилин, директор ГУ «РЦСМЭ» Минздравмедпрома РФ.
- 2003—2004 — профессор Юрий Иванович Пиголкин, директор ГУ «РЦСМЭ» Минздрава РФ.
- 2004—2009 — профессор Владимир Александрович Клевно, директор ФГУ «РЦСМЭ» Росздрава (2004—2008), ФГУ «РЦСМЭ» Минздравсоцразвития России (2008—2009).
- 2009—2010 — профессор Виктор Викторович Колкутин, директор ФГУ «РЦСМЭ» Минздравсоцразвития России.
- 2010—2020 — доктор медицинских наук Андрей Валентинович Ковалёв, директор ФГБУ «РЦСМЭ» Минздрава России.
- с 2020 года — доктор медицинских наук, доцент Игорь Юрьевич Макаров (до декабря 2021 года — исполняющий обязанности)[1].